# Alexa May
Alexa May (Krivoj Rog, 12 april 1983) is een pseudoniem van een voormalig Oekraïense pornoactrice. Oleksandra Chemerys (Oekraïens: Олександра Чемерис). Zij was actief van van 2002 tot 2010, daarna werd zij escortdame. Ze speelde in meer dan zeventig pornofilms.

## Films
| - 18 And Nasty 30 - 18 And Nasty Interracial - 18 Culs À Démolir - Alexandra - Anal Sluts & Sweethearts 7 - Ass Cream Pies 3 - Ass Traffic - Alexa May - Beautiful Girls 6 - Brandon Iron's Rampage 5 - Calendar Girl - Cleopatra 2 - Contratto Indecente - Cute Exotic Girls 9 - Desiderando Giulia - Dirty Carnival - Down Your Throat - Eighteen 'n Interracial 1 - Emotions - EXXXtraordinary Eurobabes 1 - EXXXtraordinary Eurobabes 2 - Fashion Private - Fottimi La Ragazza - Fresh Butts And Natural Tits 4 - Gaper Maker 1 - Golden Girls 4 | - High Octane 12 - Holes & Whores - Il Caso Malaspina - Il Re Di Napoli - Il Settimo Paradiso - Johnny Pompino - Junior College Girls - La Dolce Vita - La puta que la parió - Legal Skin 7 - Les Parisiennes - Lo Strano Natale Di Mastrociccio - Look What's Up My Ass 3 - Mafia Princess - Memoires De Femmes - Mia Nipote - No Limits - No Man's Land Euro Ed. 7 - North Pole 37 - Nuts, Butts Euro Sluts - Orgy World 2 - Pick Up Lines 77 - Pornochic 4: Sarah - Precious Pink 9 - Private Eye - Protection Tres Rapprochee | - Reality 10: Ladder Of Love - Reality 17: Anal Desires - Reality 18: Double Hole - Rocco Animal Trainer 11 - Rocco's True Anal Stories 18 - Sacro E Profano - Scambio Di Letti - Sequestro Con Riscatto - Sex Bullets - Sex Experiment - Sexy Euro Girls 2 - Sport Babes 1 - Tentazione - Three For All 5 - Throat Gaggers 2 - Total Babe 3 - Tutto Quello Che Vuoi - Una Storia Moderna - Up Your Ass 20 - Vince Vouyer's Xxx Road Trip 1 - White-hot Nurses 2 - Xxx Road Trip 1 - Young & Wild 1 |